# Marcin Świerczyński (muzyk)
Marcin Świerczyński (ur. 6 stycznia 1975 w Gdańsku) – polski kompozytor, wokalista i  basista. Współzałożyciel zespołu Yattering. Właściciel wytwórni muzycznej Chaos III Production. Od 2004 roku wokalista i basista zespołu Sainc. Świerczyński współpracował ponadto z formacją Nyia.
W 2011 roku Świerczyński objął funkcję basisty i wokalisty w nowo powstałym zespole - Ogotay. W składzie zespołu znaleźli się ponadto gitarzyści Artur „Gufi” Piotrowski z formacji Mess Age i Andrzej „Pieczar” Peszel - członek Fulcrum oraz perkusista Szymon „Simon” Andryszczak znany z występów w kwartecie Pandemonium.
Prowadzi blog historyczny Ocalić od zapomnienia – Praust, upamiętniający dzieje Pruszcza Gdańskiego.

## Dyskografia
Yattering
- The Sick Society (1996, wydanie własne)
- Promo '97 (1997, wydanie własne)
- Human’s Pain (1998, Moonlight Productions)
- Murder’s Concept (2000, Season of Mist)
- Creative Chaos (VHS, 2000, Metal Mind Records)
- Polish Assault (2002, Relapse Records)
- Genocide (2003, Candlelight Records)
- III (2005, Chaos III Production)

Sainc
- DEMO 2005 (demo, 2005)
- Pathogen (2009, Chaos III Production)[5]
- Schizis (2010, Chaos III Production)[6]

Ogotay
- Eve of the Last Day (2012, Let It Bleed Records)[7]